# Macropharynx renteriae
Macropharynx renteriae är en oleanderväxtart som beskrevs av Alwyn Howard Gentry. Macropharynx renteriae ingår i släktet Macropharynx och familjen oleanderväxter. Inga underarter finns listade i Catalogue of Life.